# Андриевский, Пётр Фёдорович
Пётр Фёдорович Андрие́вский (июль 1954, деревня Замошье, Лельчицкий район, Гомельская область — 30 сентября 2012, Минск) — протоиерей Русской православной церкви, богослов. В своих трудах уделял значительное место критике модернизма в православной теологии.

## Биография
Родился в июле 1954 года в деревне Замошье (Лельчицкий район) Лельчицкого района Гомельской области в многодетной семье.
C 1976 года работал в школах района учителем физики и химии и одновременно учился в БГУ на философском отделении.
После окончания университета в 1982 году поступил в Ленинградскую духовную семинарию, которую окончил в 1984 году. В этом же году он поступил в Московскую духовную академию.
В 1985 году ректором академии епископом Александром был рукоположён в сан дьякона. С 3-го курса перешёл на заочное отделение академии, которую окончил в 1992 году.
В 1987 году митрополитом Минским и Белорусским Филаретом был рукоположён в сан священника и направлен на служение в Свято-Троицкую церковь города Ельска Гомельской области.
С 2001 года — член редакции Православного журнала «Благодатный огонь» (приложение к журналу «Москва»). В этом журнале и других изданиях опубликованы его статьи богословского и церковно-исторического содержания.
С 2008 года служил в Свято-Елисаветинском монастыре г. Минска.

## Взгляды
В своих трудах протоиерей Пётр Андриевский говорил о необходимости возврата к святоотеческому наследию, к святоотеческой традиции, указывая, что, помимо Священного Писания, только Отцы Церкви должны являться опорой в богословском дискурсе. Критиковал взгляды А. И. Осипова, А. В. Кураева и др., а также явление модернизма в православном богословии.

## Труды
- [В начале было Слово (Изучение наукой окружающего мира убеждает нас в существовании Бога Творца и Промыслителя)] // Православный миссионерский апологетический центр «Ставрос».
- Заметки о богословии // Сайт, посвященный трудам протоиерея Петра Андриевского.
- Апологет ереси (Об искажениях православного вероучения в сочинениях диакона Андрея Кураева) // Благодатный огонь.
- Лукавый философ на ниве богословия // Православная беседа.
- Проповедники «народного православия» // Благодатный огонь. — № 12.
- Ересь царебожия // Благодатный огонь. — № 11.
- Царебожническое словоблудие в радиоэфире // Благодатный огонь. — № 10.
- Какую человеческую природу воспринял Христос? // Благодатный огонь.
- О чем ревнует «Русь Православная»? // Благодатный огонь. — № 9.
- Возможно ли возвращение в Церковь еретических сообществ? // Благодатный огонь.
- На пути литургического разрушения. Апология обновленчества прот. Н. Балашова // Благодатный огонь. — № 8.
- Катехизис лжеучителя // Благодатный огонь. — № 7.
- Россия перед Вторым пришествием… Несбывшиеся предсказания // Благодатный огонь. — № 7.
- Антихрист и «штрихофобия» // Благодатный огонь. — № 6.
- Еще раз о «Царе-Искупителе» // «Благодатный огонь. — № 5.
- Экуменический богослов о. Иларион (Алфеев) // Благодатный огонь. — № 5.
- Ересь имябожничества в прошлом и настоящем // Благодатный огонь. № 5. 2000. — С. 69-87.
- Первородный грех и неукоризненные страсти // Православный журнал «Благодатный огонь».
- Искупительный подвиг Господа нашего Иисуса Христа // Православный журнал «Благодатный огонь».
- Православные учения о спасении // Православный журнал «Благодатный огонь».
- Кто будет судить Иисуса Христа? // Православный журнал «Благодатный огонь».
- Протестантизм в Православии // Православный журнал «Благодатный огонь».
- Нужен ли нам Поместный Собор? // Православное информационное агентство «Русская линия».
- Таинство Евхаристии и фантазеры от богословия // Православное информационное агентство «Русская линия».
- Кривоверие // Сайт, посвященный трудам протоиерея Петра Андриевского.
- Православны ли имябожники? // Русский Вестник. — № 21—22. — 2000.
- А прав ли мирянин Владимир Губанов // Сайт, посвященный трудам протоиерея Петра Андриевского.
- Беспричинные страхи «православных» адвентистов // Сайт, посвященный трудам протоиерея Петра Андриевского.
- Искупление или исправление греховной природы // Сайт, посвященный трудам протоиерея Петра Андриевского.
- Протоиерей Иоанн Мейендорф и Шамбезийское Соглашение // Сайт, посвященный трудам протоиерея Петра Андриевского.
- Родовой грех. Находка богословов МДА на языческой поляне // Сайт, посвященный трудам протоиерея Петра Андриевского.
- Об экуменизме // Русский Вестник. — № 5—6. — 2000.
- Вопросы проф. А.И. Осипову // Русский Вестник. — № 40—41. — 1999.
- Современные ересиархи: проф. А.И. Осипов // Русский Вестник. — № 34—35. — 1999.
- Нет власти не от Бога // Журнал «Москва». — № 8. — 2000.
- О пространстве Церкви Христовой // Сайт, посвященный трудам протоиерея Петра Андриевского.
- О ересях диакона Андрея Кураева // Русский Вестник. — № 44—45. — 1998.
- О богословствующем диаконе Андрее Кураеве // Православный журнал «Благодатный огонь».
- Что такое первородный грех и почему нужно крестить младенцев // Православный журнал «Благодатный огонь».
- Русь святая! Храни веру православную, в ней же тебе утверждение! // Сайт, посвященный трудам протоиерея Петра Андриевского.